# Maryna Romančuková
Maryna Oleksandrivna Bekh-Romančuková (ukrajinsky Мари́на Олександрівна Бех Романчу́к; * 18. července 1995) je ukrajinská atletka, jejíž specializací je trojskok a skok daleký. Je mistryní Evropy v trojskoku z roku 2022 s výkonem 15,02 m, který je zárověň jejím osobním rekordem. Ve skoku dalekém mezi její největší úspěchy patří dvě stříbrné medaile z mistrovství světa 2019 a 2023 a zlatá medaile z halového mistrovství Evropy z roku 2021 s výkonem 6,92 m.

## Osobní rekordy
Hala
- trojskok – 14,74 m – 20. března 2022, Bělehrad
- skok daleký – 6,96 m – 8. února 2020, Toruň

Dráha
- trojskok – 15,02 m – 19. srpna 2022, Mnichov
- skok daleký – 6,93 m – 17. června 2016, Luck

## Osobní život
V roce 2018 se provdala za ukrajinského plavce a olympionika Mychajla Romančuka.